# Téa Leoni
Elizabeth Téa Pantaleoni (New York, 1966. február 25. –) amerikai színésznő. 
Legismertebb filmjei a Bad Boys – Mire jók a rosszfiúk?, a Deep Impact, a Jurassic Park III. és a Spangol – Magamat sem értem.

## Fiatalkora
New Yorkban született Emma Patterson dietetikus, táplálkozási tanácsadó és Anthony Pantaleoni vállalati ügyvéd lányaként. Anyja texasi, apja pedig olasz és lengyel származású. Leoni apai nagyanyja Helen "Helenka" Tradusa Adamowska (1901-1987) színésznő volt. Az ő testvérei Joseph és Tymoteusz Adamowski voltak, akik Joseph feleségével, Antonina Szumowska-Adamowskával alkották a Adamowski Trio-t. Apai dédapjának testvére a közgazdász és politikus Maffeo Pantaleoni volt.
Leoni a Brearley School és a The Putney Schoolba járt, majd a Sarah Lawrence College-ba, de nem fejezte be. 

## Pályafutása
1989-ben Lisa DiNapoli szerepét játszotta a Santa Barbara című televíziós sorozatban. 1993-ban szerepet kapott a Frasier – A dumagép című sorozatban. 1995-ben Julie Mott-ot alakította a Bad Boys – Mire jók a rosszfiúk? című akciófilmben. 1998-ban megkapta talán legismertebb szerepét a Deep Impactben. 2001-ben a Jurassic Park III., 2004-ben a Spangol – Magamat sem értem szereplője volt, utóbbiban Adam Sandler oldalán.

## Magánélete
1991. június 8-án feleségül ment Neil Joseph Tardio, Jr. kereskedelmi televíziós producerhez a St. Luke's Püspöki templomban, Hope-ban (New Jersey). Válásukat 1995-ben mondták ki. 
Kilenc hét ismeretség után 1997. március 6-án ment hozzá második férjéhez, a szintén színész David Duchovny-hoz. Első gyermekük, Madelaine West Duchovny 1999. április 24-én született Dél-Kaliforniában. Második gyermekük, Kyd Miller Duchovny 2002. június 15-én látta meg a napvilágot Los Angelesben. A család Malibuban, Kaliforniában él. 2008. október 15-én a házaspár megerősítette, hogy hónapok óta külön élnek, férje szexfüggősége miatt. 2009 szeptemberében ismét összeköltöztek, 2014-ben véglegesítették válásukat. 
2014 decembere óta egy párt alkot Tim Daly színésszel, aki a férjét alakította Az elnök embere című politikai drámasorozatban .
2006. október 27-én a UNICEF jószolgálati nagykövete lett. Egy aszteroidát is elneveztek róla: 8299 Téaleoni. 

## Filmográfia

### Film
| Év   | Magyar cím                                 | Eredeti cím                    | Szerep                          | Magyar hang      |
| ---- | ------------------------------------------ | ------------------------------ | ------------------------------- | ---------------- |
| 1991 | Farkangyal                                 | Switch                         | Connie, az álomlány             | Orosz Helga      |
| 1992 | Micsoda csapat!                            | A League of Their Own          | Racine első bázisjátékos        |                  |
| 1994 | Wyatt Earp                                 | Wyatt Earp                     | Sally                           | Hámori Eszter    |
| 1995 | Bad Boys – Mire jók a rosszfiúk?           | Bad Boys                       | Julie Mott                      | Détár Enikő      |
| 1995 | Bad Boys – Mire jók a rosszfiúk?           | Bad Boys                       | Julie Mott                      | Náray Erika      |
| 1996 | Gyagyás család                             | Flirting with Disaster         | Tina Kalb                       | Náray Erika      |
| 1998 | Deep Impact                                | Deep Impact                    | Jenny Lerner                    | Fazekas Zsuzsa   |
| 1998 | Szellem a dobozból                         | There's No Fish Food in Heaven | Landeene                        |                  |
| 2000 | Segítség, apa lettem!                      | The Family Man                 | Kate Reynolds                   | Götz Anna        |
| 2001 | Jurassic Park III.                         | Jurassic Park III              | Amanda Kirby                    | Zakariás Éva     |
| 2002 | Ismerős játékok                            | People I Know                  | Jilli Hopper                    | Rudolf Teréz     |
| 2002 | Hollywoodi történet (Holly Woody történet) | Hollywood Ending               | Ellie                           | Götz Anna        |
| 2004 | Így nőttem fel                             | House of D                     | Mrs. Warshaw                    | Timkó Eszter     |
| 2004 | Spangol – Magamat sem értem                | Spanglish                      | Deborah Clasky                  | Major Melinda    |
| 2005 | Dick és Jane trükkjei                      | Fun with Dick and Jane         | Jane Harper                     | Für Anikó        |
| 2007 | Piás polák bérgyilkos                      | You Kill Me                    | Laurel Pearson                  | Bertalan Ágnes   |
| 2008 | Kísértetváros                              | Ghost Town                     | Gwen                            | Nyírő Bea        |
| 2009 |                                            | The Smell of Success           | Rosemary Rose                   |                  |
| 2011 | Hogyan lopjunk felhőkarcolót?              | Tower Heist                    | Claire Denham különleges ügynök | Bognár Gyöngyvér |
| 2025 |                                            | Death of a Unicorn             | TBA                             |                  |

### Televízió
| ÉV        | Magyar cím          | Eredeti cím              | Szerep                | Megjegyzések                                     |
| --------- | ------------------- | ------------------------ | --------------------- | ------------------------------------------------ |
| 1989      |                     | Santa Barbara            | Lisa DiNapoli         | 6 epizód                                         |
| 1992–1993 |                     | Flying Blind             | Alicia                | 22 epizód                                        |
| 1994      | Micsoda hercegnő!   | The Counterfeit Contessa | Gina Leonarda Nardino | - tévéfilm - magyar hangja: - Kisfalvi Krisztina |
| 1995      | Frasier – A dumagép | Frasier                  | Sheila                | 1 epizód                                         |
| 1995–1998 |                     | The Naked Truth          | Nora Wilde            | 55 epizód                                        |
| 2000      | X-akták             | The X-Files              | önmaga                | 1 epizód                                         |
| 2011      |                     | Spring/Fall              | Margo                 | eladatlan próbaepizód                            |
| 2014–2019 | Az elnök embere     | Madam Secretary          | Elizabeth McCord      | - 120 epizód - producer                          |

## Fordítás
- Ez a szócikk részben vagy egészben  a   Téa Leoni című angol Wikipédia-szócikk ezen változatának fordításán alapul.  Az eredeti cikk szerkesztőit annak laptörténete sorolja fel. Ez a jelzés csupán a megfogalmazás eredetét és a szerzői jogokat jelzi, nem szolgál a cikkben szereplő információk forrásmegjelöléseként.